# Patrick Watkins
Patrick Watkins foi um marinheiro irlandês que foi abandonado em Floreana, uma ilha das Ilhas Galápagos, de 1807 a 1809. Ele foi o primeiro residente de Galápagos. De acordo com relatos posteriores, Watkins conseguiu sobreviver caçando, cultivando vegetais e negociando com baleeiros visitantes, antes de finalmente roubar um barco aberto e navegar para Guayaquil, Ecuador.

## Cultura popular
O romancista espanhol Alberto Vázquez-Figueroa baseou seu romance Iguana, de 1982, no caso de Watkins. Mais tarde, o romance foi cinematizado pelo diretor americano Monte Hellman em 1988.